# Bipolaris cylindrica
Bipolaris cylindrica är en svampart som beskrevs av Alcorn 1982. Bipolaris cylindrica ingår i släktet Bipolaris och familjen Pleosporaceae.   Inga underarter finns listade i Catalogue of Life.